# デューン砂の惑星
『デューン砂の惑星』（Dune）は、アメリカの作家フランク・ハーバートが1965年に発表したSF小説。元々は『アナログ』誌に2回に分けて連載されていた。1966年のヒューゴー賞ではロジャー・ゼラズニイの『わが名はコンラッド』と同点で受賞し、第1回ネビュラ賞 長編小説部門で受賞している。「デューン」サーガの1作目で、2003年には「世界で最も売れたSF小説」と評された。

## 概要
『デューン砂の惑星』は、様々な貴族が惑星を支配する封建的な星間社会の中の、遠い未来を舞台にしている。この物語は、惑星アラキスの管理を一族から任された若きポール・アトレイデスの物語である。この惑星は人を寄せ付けない砂漠のような荒れ地だが、メランジ（スパイス）の唯一の供給地でもある。メランジは、生命を延ばしたり、精神的な能力を高めたりする薬で、宇宙航行にも必要であり、多次元的な認識と先見性が要求される。メランジはアラキスでしか生産できないため、アラキスを支配することは切望であり、危険な仕事である。この物語では、政治、宗教、生態系、テクノロジー、人間の感情などが重層的に絡み合い、アラキスとそのスパイスの支配をめぐって帝国の各派が対立していく。
ハーバートは5つの続編を書いた。『デューン砂漠の救世主』、『デューン砂丘の子供たち』、『デューン砂漠の神皇帝』、『デューン砂漠の異端者』、『デューン砂丘の大聖堂』である。1986年にハーバートが亡くなった後、息子のブライアン・ハーバートと作家のケヴィン・J・アンダースンが1999年から10数本の小説を追加してシリーズを続けている。
この小説の映画化は、困難で複雑なものとして知られている。1970年代には、カルト映画監督のアレハンドロ・ホドロフスキーが、この小説をもとにした映画を作ろうとした。しかし、3年間の開発期間を経て、製作費が増え続けたためにプロジェクトは中止された。1984年には、デイヴィッド・リンチ監督による映画化作品『デューン/砂の惑星』が公開されたが、批評家からは否定的な評価を受けた。2021年10月21日にはドゥニ・ヴィルヌーヴ監督による2度目の映画化『DUNE/デューン 砂の惑星』が公開され、批評家から概ね好意的な評価を得た。またミニシリーズとして、2000年にSFチャンネルで放送された『デューン/砂の惑星』と、2003年に放送された続編『デューン/砂の惑星II』（『デューン砂漠の救世主』と『デューン砂丘の子供たち』の出来事を組み合わせた作品）がある。また、このシリーズは、ボードゲーム、ロールプレイングゲーム、ビデオゲームの題材としても使用されている。

## 続編と前日譚
『デューン砂の惑星』が批評的にも経済的にも成功した後、ハーバートはフルタイムの作家として執筆に専念できるようになった。その後、『デューン砂漠の救世主』、『デューン砂丘の子供たち』、『デューン砂漠の神皇帝』、『デューン砂漠の異端者』、『デューン砂丘の大聖堂』とシリーズ作品が刊行されたが、ハーバートは1986年に亡くなった。
ハーバートの息子であるブライアン・ハーバートは、父が残した数千ページに及ぶメモを発見し、『デューン』の他の物語のアイデアをまとめていた。ブライアン・ハーバートは、作家のケヴィン・J・アンダースンに『デューン砂の惑星』の出来事の前日譚小説を作る手助けをしてもらった。ブライアン・ハーバートとアンダーソンの『デューン砂の惑星』前日譚は1999年に出版され、その後、フランク・ハーバートの本の間に起こった他の物語を含む追加の本が出版されている。

## 評価
『デューン砂の惑星』は1966年のヒューゴー賞でロジャー・ゼラズニーの『わが名はコンラッド』と同点で受賞し、第1回ネビュラ賞 長編小説部門で受賞した。この小説に対する評価は概ね肯定的であり、一部の評論家はこれまでに書かれた最高のSF本と考えている。この小説は何十もの言語に翻訳され、約2,000万部が販売されている。また、世界で最も売れたSF小説のひとつにも数えられている。
アーサー・C・クラークは『デューン砂の惑星』を「ユニーク」と評し、「『指輪物語』以外にこれに匹敵するものを私は知らない」と書いている。ロバート・A・ハインラインはこの小説を「力強く、説得力があり、最も独創的である」と評した。シカゴ・トリビューン紙では「現代SFの記念碑の一つ」と評され、P・シュイラー・ミラーは「現代SFのランドマークの一つ...創造の驚くべき偉業」と評した。ワシントン・ポスト紙は、この作品を「異星人社会の描写は、この分野のどの作家よりも完璧で、深く詳細に描かれている......アクションと哲学的な展望の両方で、物語を吸収している......。驚くべきSF現象だ」と評している。アルジス・バドリスは、その想像上の設定の鮮やかさを称賛し、「時代は生きている。時間は生きている。それは呼吸し、語り、ハーバートはそれを鼻孔で嗅いだ」と語った。しかし彼は、この小説が「最後には平坦になり、尾を引いてしまう。... 真に効果的な悪役は、ただ単ににやけて溶けてしまい、獰猛な男も、狡猾な政治家も、シーレスも、この新しい救世主の前に屈してしまう」。バドリスは、特にハーバートがポールの幼い息子を舞台袖で殺したことについて、「世界を救うことで精一杯で、幼い子供の悲鳴が聞こえないはずがない」と、感情的な影響が見られないと非難している。非現実的なSFを批判していたカール・セーガンは、1978年に『デューン砂の惑星』を「緊張感のある構成で、馴染みのない社会の細部が豊かに描かれていて、批判する前に私を引きずり込んでしまう」物語の一つとして挙げている。
ルイビル・タイムズ紙 (The Louisville Times) は、「生態学、宗教、政治、哲学を複雑に展開・分析したハーバートのこの宇宙の創造は、今でもSFにおける最高かつ重要な業績のひとつである」と評している。ザ・ニューヨーカーに寄稿したジョン・ミショーは、ロボットとコンピュータ（「このジャンルの2つの定番」）を架空の宇宙から排除したハーバートの「巧みな作者の決断」を賞賛しているが、このことが、『デューン』が「SFファンの間での真のファンダム」を欠き、「『指輪物語』や『スター・ウォーズ』のように大衆文化に浸透していない」理由の1つではないかと指摘している。タマラ・I・フラディクはこの物語について、「他の小説が続編を作るための言い訳をするような世界を作り出している。その豊かな要素はすべてバランスが取れていて、もっともらしく、他の多くの劣悪な小説の特徴である、作り物の言語、作り物の習慣、無意味な歴史のパッチワークの連合体ではない」と評している。
J・R・R・トールキンは、『デューン』を「ある程度の強度」で嫌っていたため、同じ現役の作家であるハーバートに正直な批評をしてしまうと不公平になると考え、批評を拒否した。
1974年に日本の星雲賞を海外長編部門で受賞している。

## 影響
『デューン砂の惑星』は、多くの小説、音楽、映画、テレビ、ゲーム、コミックなどに影響を与えてきた。史上最も偉大で影響力のあるSF小説の一つとされ、「スター・ウォーズ」をはじめとする現代のSF作品は、『デューン』の影響を受けていると言われている。また、「スタートレック」、『リディック』、「キングキラー・クロニクル」、『フューチュラマ』など、数多くの大衆文化作品でも言及されている。また、宮崎駿監督のアニメ映画『風の谷のナウシカ』（1984年）では、終末論的な世界観が『デューン』からインスピレーションを受けていると言われている。

## 初版本および原稿
『デューン砂の惑星』は、自動車の修理マニュアルで知られるチルトン社から出版されるまで、約20の出版社によって断わられた。編集者はデーモン・ナイトであった。
チルトン社の初版本はSF書籍において最も価値の高いものの1つ。オークションでは1万ドル以上で取引されることもある。チルトン社の初版本は、高さ9+1⁄4インチ（235mm）、カバー（ダストジャケット）に5.95ドルの価格が記載され、カバーの内側の表紙などは青緑色で、著作権ページにカナダの出版社としてトロントと記されている。それまでチルトン社は自動車の修理マニュアルしか出版していなかった。
カリフォルニア州立大学フラトン校のポラック図書館には、『デューン砂の惑星』などの草稿数点と著者のメモがフランク・ハーバート・アーカイブスとして保管されている。

## 日本語翻訳書
出版はすべて早川書房〈ハヤカワ文庫〉より。
1972年から1973年にかけて矢野徹訳（イラストは石森章太郎）による翻訳が刊行された。
- 『デューン砂の惑星 1』 1972年、全国書誌番号:75065163
- 『デューン砂の惑星 2』 1973年、全国書誌番号:75075992
- 『デューン砂の惑星 3』 1973年、全国書誌番号:75067314
- 『デューン砂の惑星 4』 1973年、全国書誌番号:75076040

1985年頃、矢野徹による「改訂版」が刊行された。
- 『デューン砂の惑星 1』 ISBN 978-4-15-010076-6
- 『デューン砂の惑星 2』 ISBN 978-4-15-010083-4
- 『デューン砂の惑星 3』 ISBN 978-4-15-010088-9
- 『デューン砂の惑星 4』 ISBN 978-4-15-010094-0

2016年、酒井昭伸による「新訳版」が刊行された。
- 『デューン砂の惑星 上』 2016年1月、ISBN 978-4-15-012049-8
- 『デューン砂の惑星 中』 2016年1月、ISBN 978-4-15-012050-4
- 『デューン砂の惑星 下』 2016年1月、ISBN 978-4-15-012051-1

## 映像作品
＜映画＞
- 『デューン/砂の惑星』（1984） 監督：デイヴィッド・リンチ／主演：カイル・マクラクラン
- 『デューン/砂の惑星』（1988） 監督：アラン・スミシー／主演：カイル・マクラクラン ※84年版のテレビ放映用再編集版
- 『DUNE/デューン 砂の惑星』（2021） 監督：ドゥニ・ヴィルヌーヴ／主演：ティモシー・シャラメ
- 『デューン 砂の惑星PART2』（2024） 監督：ドゥニ・ヴィルヌーヴ／主演：ティモシー・シャラメ

＜ドラマ＞
- 『デューン/砂の惑星』（2000） 監督：ジョン・ハリソン／主演：アレック・ニューマン

＜ドキュメンタリー映画＞
- 『ホドロフスキーのDUNE』（2014） 出演：アレハンドロ・ホドロフスキー